# Pin (Spiti)
Der Pin (englisch Pin River) ist ein 50 km langer rechter Nebenfluss des Spiti im Bundesstaat Himachal Pradesh im Nordwesten von Indien. 
Er entspringt im Westhimalaya im Pin-Valley-Nationalpark nördlich des Passübergangs Pin Parbati La. Der Fluss wird von mehreren Gletschern gespeist. Der Pin fließt in überwiegend nordnordöstlicher Richtung durch den Süden von Spiti. Einzige Siedlung am Flusslauf ist Mud. Im Unterlauf mündet der Debsa Nala linksseitig in den Fluss. Schließlich mündet der Pin 18 km südlich von Kaza in den Spiti-Fluss. 